# 너저타드구

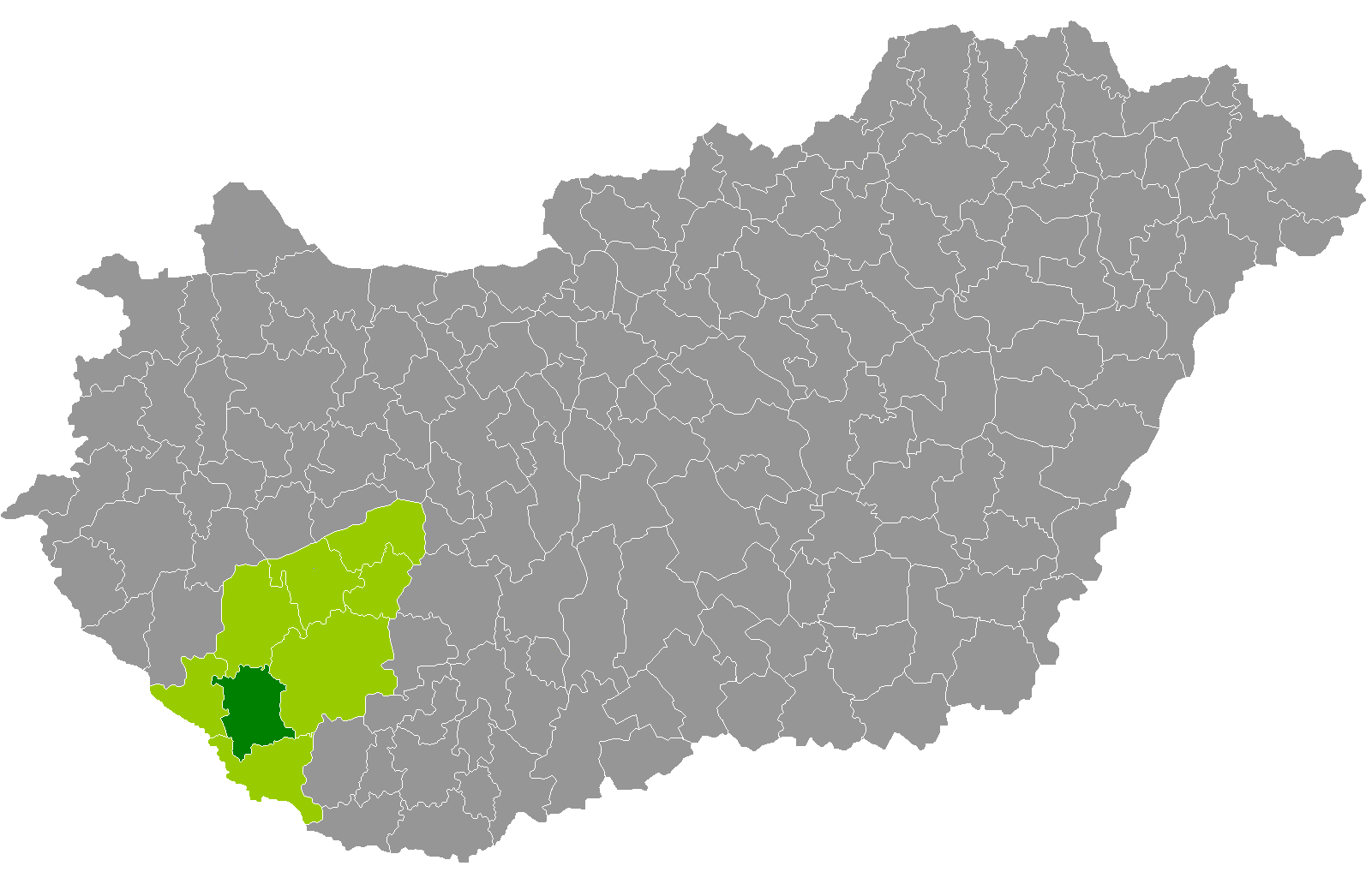
쇼모지주 지도에 표시된 너저타드구의 위치

너저타드구(헝가리어: Nagyatádi járás)는 헝가리 쇼모지주에 위치한 구로 구청 소재지는 너저타드이며 면적은 647.07km2, 인구는 26,003명(2011년 기준), 인구 밀도는 40명/km2이다.
북쪽으로는 머르철리구, 동쪽으로는 커포슈바르구, 남쪽으로는 버르치구, 서쪽으로는 추르고구와 접한다. 18개 지방 자치체(1개 시, 17개 마을)를 관할한다.

구 문장